# Surfing with the Alien
„Surfing with the Alien“ е вторият албум на американския китарист Джо Сатриани, издаден през 1987 г. Този албум помага на Сатриани да утвърди репутацията си на уважаван рок китарист.
Албумът съдържа сложни композиции като „Surfing with the Alien“ и „Satch Boogie“, и странно звучащите „Crushing Day“ и „Lords of Karma“, а в техен контраст са „Always With Me, Always With You“ и „Echo“, които са сдържани, бавни и мелодични. Прави впечатление и „Midnight“, в която е използвана специфична техника (two-hand tapping) и висока скорост на свирене, за да се получи латиноамерикански ефект. Освен това има китари, настроени в стил Нашвил (в „Echo“) и промени в тоналността (в „Always With Me...“ и „Echo“).
Заглавието на албума е взето от героя на Марвел Комикс Сребърния сърфист. Обложката изобразява Сребърния сърфист, а на фона зад него е Галактус. Обложката е взета от Silver „Surfer“ #1 (1982). Не е искано разрешение за използването на картинката от създателя ѝ Джон Бърн и той не е получил никакво заплащане за използването ѝ в албума. Песента „Ice 9“ е препратка към романа на Кърт Вонегът „Котешка люлка“.
„Surfing with the Alien“ е преиздаден през 1997 г. от Epic Records и отново през 2007 г., по случай 20-годишнината от издаването му. В последната версия освен CD с албума е включено и DVD, съдържащо концерт на джаз фестивала в Монтрьо през 1988, видео към песните „Satch Boogie“ и „Always With Me, Always With You“, а също така и бонус материали. Към CD-то са добавени бележки от Сатриани със забавни истории покрай записването на албума (как са похарчили два пъти повече пари от колкото планираните за нискобюджетен инструментален албум; как избраното име всъщност е било второ преложение; как са рязали с бръснарско ножче частите от лентата, които били отхвърлени и залепвали на останалото и т.н.).

### Песни в DVD-то от 2007 година
- „Ice 9“
- „Memories“
- „Midnight“
- „Rubina“
- „Circles“
- „Lords of Karma“
- „Bass Solo“
- „Echo“
- „Hordes of Locusts“
- „Always with Me, Always with You“
- „Satch Boogie“
- „Satch Boogie“ (Видео)
- „Always with Me, Always with You“ (Видео)
- Бонус материал (DVD)

## Класиране
„Surfing with the Alien“ е един от първите инструментални рок албуми достигнали топ 40. През 1989 г., „Flying in a Blue Dream“ достига дори по-нагоре в класациите. (Дадените таблици са за Северна Америка).
| Година | Класация    | Позиция |
| ------ | ----------- | ------- |
| 1987   | Билборд 200 | 29      |

| Година | Сингъл                   | Класация               | Позиция |
| ------ | ------------------------ | ---------------------- | ------- |
| 1988   | „Satch Boogie“           | Mainstream Rock Tracks | 22      |
| 1988   | „Surfing With the Alien“ | Mainstream Rock Tracks | 37      |

## Състав
- Джо Сатриани – китара, бас, клавишни, перкусия, програмиране на барабаните
- Бонго Боб Смит – програмиране на барабаните, звуков дизайн, перкусия
- Джеф Кампители – барабани, перкусия
- Джон Куниберти – перкусия

|  | Тази страница частично или изцяло представлява превод на страницата Surfing with the Alien в Уикипедия на английски. Оригиналният текст, както и този превод, са защитени от Лиценза „Криейтив Комънс – Признание – Споделяне на споделеното“, а за съдържание, създадено преди юни 2009 година – от Лиценза за свободна документация на ГНУ. Прегледайте историята на редакциите на оригиналната страница, както и на преводната страница, за да видите списъка на съавторите. ВАЖНО: Този шаблон се отнася единствено до авторските права върху съдържанието на статията. Добавянето му не отменя изискването да се посочват конкретни източници на твърденията, които да бъдат благонадеждни. |